# Marjorie Jackson
Marjorie Jackson, coniugata Nelson (Coffs Harbour, 13 settembre 1931), è una politica ed ex velocista australiana, vincitrice di due medaglie d'oro olimpiche a Helsinki 1952 nei 100 e 200 metri piani.

## Biografia
Divenne famosa nel 1949 quando batté ripetutamente la campionessa olimpica in carica Fanny Blankers-Koen. Vinse poi quattro titoli ai Giochi dell'Impero e del Commonwealth Britannico del 1950, il che le permise di presentarsi da favorita ai Giochi olimpici di Helsinki 1952.
In quell'edizione dei Giochi Olimpici vinse i 100 m, uguagliando il record mondiale in 11"5, ed i 200 m, conquistando per l'Australia le prime medaglie d'oro nell'atletica dai tempi di Edwin Flack nel 1896. Più tardi nel 1952 la Jackson abbassò il mondiale dei 100 m a 11"4. In tutto in carriera ha stabilito 10 record del mondo.
Nel 1953 Jackson sposò il ciclista olimpionico Peter Nelson, morto poi di leucemia nel 1977. Questo fatto la spinse a creare un'associazione per la cura di questa malattia.
È  stata una delle otto portatrici della bandiera olimpica alla cerimonia di apertura delle Olimpiadi di Sydney 2000 e nel 2001 fu nominata governatore dell'Australia Meridionale, incarico poi abbandonato nel 2007.

## Palmarès
| Anno | Manifestazione          | Sede      | Evento          | Risultato | Prestazione | Note                  |
| ---- | ----------------------- | --------- | --------------- | --------- | ----------- | --------------------- |
| 1950 | Giochi del Commonwealth | Auckland  | 100 iarde       | Oro       | 10"8        | Record dei campionati |
| 1950 | Giochi del Commonwealth | Auckland  | 220 iarde       | Oro       | 24"3        | Record dei campionati |
| 1950 | Giochi del Commonwealth | Auckland  | 3×110/220 iarde | Oro       | 47"9        | Record dei campionati |
| 1950 | Giochi del Commonwealth | Auckland  | 4×110/220 iarde | Oro       | 1'13"4      | Record dei campionati |
| 1952 | Giochi olimpici         | Helsinki  | 100 m piani     | Oro       | 11"5        | Record mondiale       |
| 1952 | Giochi olimpici         | Helsinki  | 200 m piani     | Oro       | 23"7        |                       |
| 1952 | Giochi olimpici         | Helsinki  | 4×100 m         | 5ª        | 46"6        |                       |
| 1954 | Giochi del Commonwealth | Vancouver | 100 iarde       | Oro       | 10"7        |                       |
| 1954 | Giochi del Commonwealth | Vancouver | 220 iarde       | Oro       | 24"0        | Record dei campionati |
| 1954 | Giochi del Commonwealth | Vancouver | 4×110 iarde     | Oro       | 46"8        | Record dei campionati |